# Gayville
Gayville es un pueblo ubicado en el condado de Yankton, Dakota del Sur, Estados Unidos. Tiene una población estimada, a mediados de 2022, de 376 habitantes.

## Geografía
La localidad está ubicada en las coordenadas 42°53′20″N 97°10′25″O / 42.88889, -97.17361 (42.888933, -97.173726). Según la Oficina del Censo de los Estados Unidos, tiene una superficie de 0.53 km², correspondientes en su totalidad a tierra firme.

## Demografía
Según el censo de 2020, en ese momento había 382 personas residiendo en la localidad. La densidad de población era de 720.75 hab./km². El 91.10% de los habitantes eran blancos, el 1.57% eran amerindios, el 1.83% eran de otras razas y el 5.50% eran de una mezcla de razas. Del total de la población, el 4.45% eran hispanos o latinos de cualquier raza.